# Лавингтон (Илиноис)
Лавингтон (енгл. Lovington) град је у америчкој савезној држави Илиноис.

## Демографија
По попису из 2010. године број становника је 1.130, што је 92 (-7,5%) становника мање него 2000. године.
| Група             | 2000.         | 2010.         |
| Белци             | 1.203 (98,4%) | 1.106 (97,9%) |
| Афроамериканци    | 3 (0,2%)      | 3 (0,3%)      |
| Азијати           | 3 (0,2%)      | 5 (0,4%)      |
| Хиспаноамериканци | 4 (0,3%)      | 4 (0,4%)      |
| Укупно            | 1.222         | 1.130         |